# Ізобільний
Ізобільний (рос. Изобильный) — місто у Ставропольському краї Росії. Адміністративний центр Ізобільненського району.

## Географія

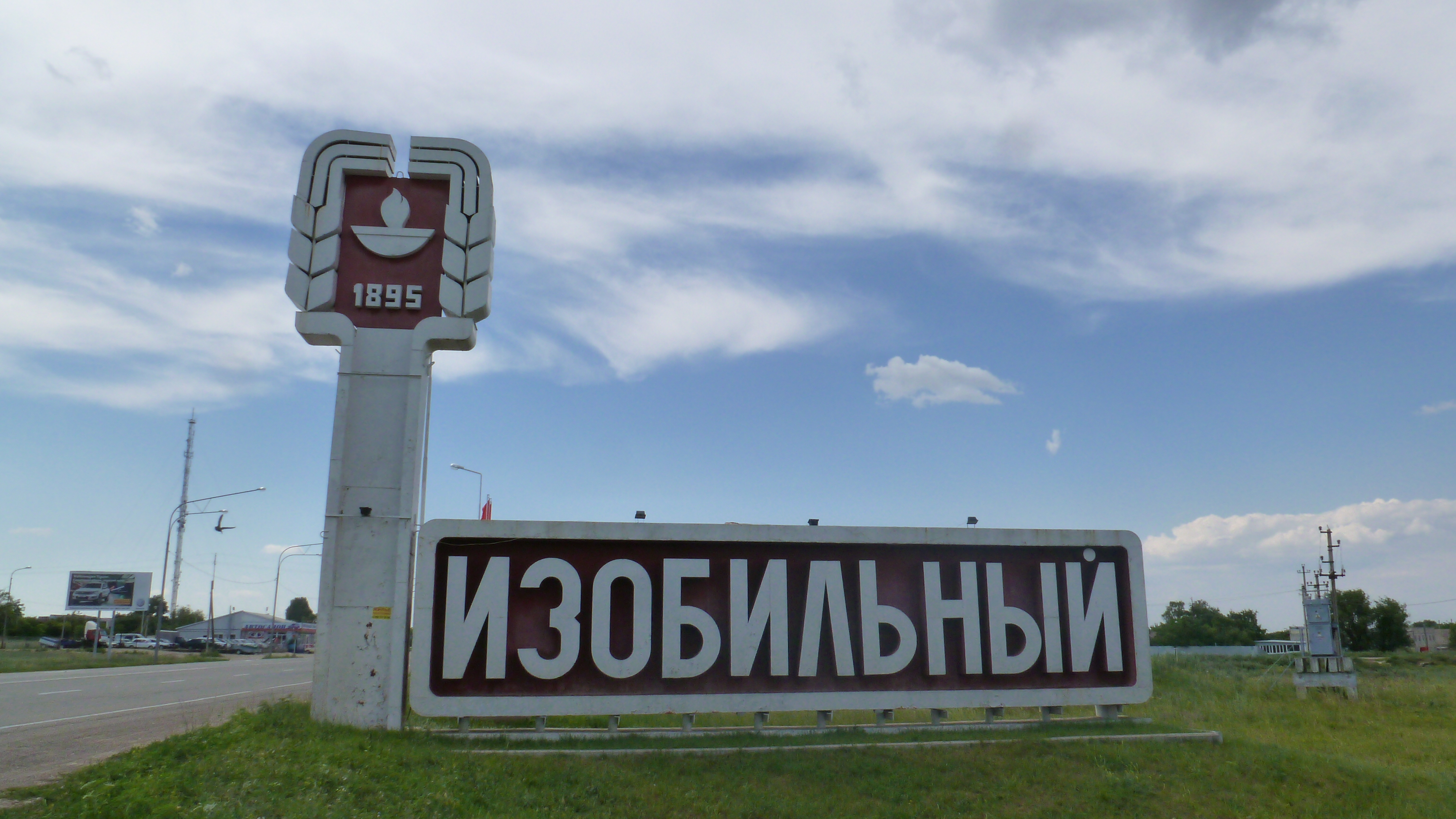

Ізобільний розташований на північно-західному схилі Ставропольської височини. Знаходиться у 49 км від міста Ставрополя.

### Транспорт
У місті знаходиться залізнична станція Ізобільна на лінії «Кавказька»-«Палагіада» Північно-Кавказької залізниці.
У 19 км на схід від міста проходить автомобільна дорога Федерального значення «Черкеськ — Ростов-на-Дону». Через місто проходить газогін високого тиску, що зв'язує Озек-Суатський
нафтогазовидобувний комплекс з центральною Росією.
Місто є початковою точкою сухопутної ділянки газогону «Блакитний потік».

## Історія
Історія Ізобільного почалась у червня 1895 року, коли була побудована залізнична станція Ізобільна, за назвою хутора, на залізничній гілці Ставрополь-Кавказька. У 1897 році виникло Ізобільне-Тищенське, після об'єднання хутора Ізобільний з селом Тищенським. У 1908 році в селі побудована Микільська церква.
У 1935 році село Ізобільно-Тищенське стало районним центром та було перейменоване в Ізобільне.
3 жовтня 1965 року указом Президії Верховної Ради СРСР Ізобільне отримало статус міста районного підпорядкування.

## Клімат
У Ізобільному помірно континентальний клімат, з помірно холодною малосніжною зимою, характерною частими відлигами, та сухим спекотним літом, з суховіями та посухами.
Літо настає рано, зазвичай на початку травня. Середньодобової температури влітку становить +15 °C і вище. Друга половина літа характеризується встановленням спекотної погоди, малою кількістю опадів. Найбільшвисокі середньомісячні температури повітря спостерігаються в липні серпні — +23,4 °C, з максимумами, що досягають +41 °C.
Осінь настає в середині вересня, на початку осені стоїть тепла, суха погода маловітряними днями і безхмарним небом. Зниження температури повітря відбувається поступово.
Зима починається в кінці першої декади грудня, зазвичай вона нестійка з частими відлигами. Найпрохолоднішим місяцем є січень, з середньою температурою -2,9 °C. Сніговий покрив встановлюється у другій половині грудня, нестійкий. Середня глибина промерзання ґрунту ставлять 26 см.
Середньорічна кількість опадів становить 616 мм, найбільша кількість опадів випадає в літній період та складає 381 мм. Найбільша добова сума опадів за рік — 95 мм.
Середньорічна величина відносної вологості повітря становить 74%, найбільша вологість відзначається у зимовий період 85 — 90%, найменша в липні-серпні — 63 — 62%.

## Населення
Населення Ізобільного, станом на 1 січня 2017 року, налічувало 38 263 осіб.  
| 1939    | 1959     | 1967     | 1970     | 1979     | 1989     | 1992     | 1996     | 1998     | 2000     | 2002     | 2003     | 2006     | 2009     | 2010     | 2012     | 2014     | 2015     | 2016     | 2017     |
| ------- | -------- | -------- | -------- | -------- | -------- | -------- | -------- | -------- | -------- | -------- | -------- | -------- | -------- | -------- | -------- | -------- | -------- | -------- | -------- |
| → 6 700 | ↗ 11 130 | ↗ 17 000 | ↗ 23 210 | ↗ 29 171 | ↗ 32 905 | ↗ 33 600 | ↗ 37 100 | ↗ 38 200 | ↘ 38 100 | ↗ 38 926 | ↘ 38 900 | ↘ 38 800 | ↘ 38 672 | ↗ 40 555 | ↘ 40 029 | ↘ 39 022 | ↘ 38 551 | ↘ 38 409 | ↘ 38 263 |

Національний склад міста станом на 2010 рік.
| Росіяни          | Вірмени        | Цигани       | Українці     | Інші          |
| ---------------- | -------------- | ------------ | ------------ | ------------- |
| 36 955 (91,12 %) | 1 191 (2,94 %) | 659 (1,62 %) | 502 (1,24 %) | 1248 (3,08 %) |